# Терновка (Житомирская область)
Терновка (укр. Тернівка) — село на Украине, находится в Звягельском районе Житомирской области.
Население по переписи 2001 года составляет 459 человек. Почтовый индекс — 11785. Телефонный код — 4141. Занимает площадь 2,42 км².

## История
В 1946 году указом ПВС УССР село Курмань переименовано в Терновку.

## Адрес местного совета
11762, Житомирская обл., Звягельский р-н, с. Ярунь, ул. Мира, 13